# Fremont Troll

Der Fremont Troll unter der Aurora Bridge

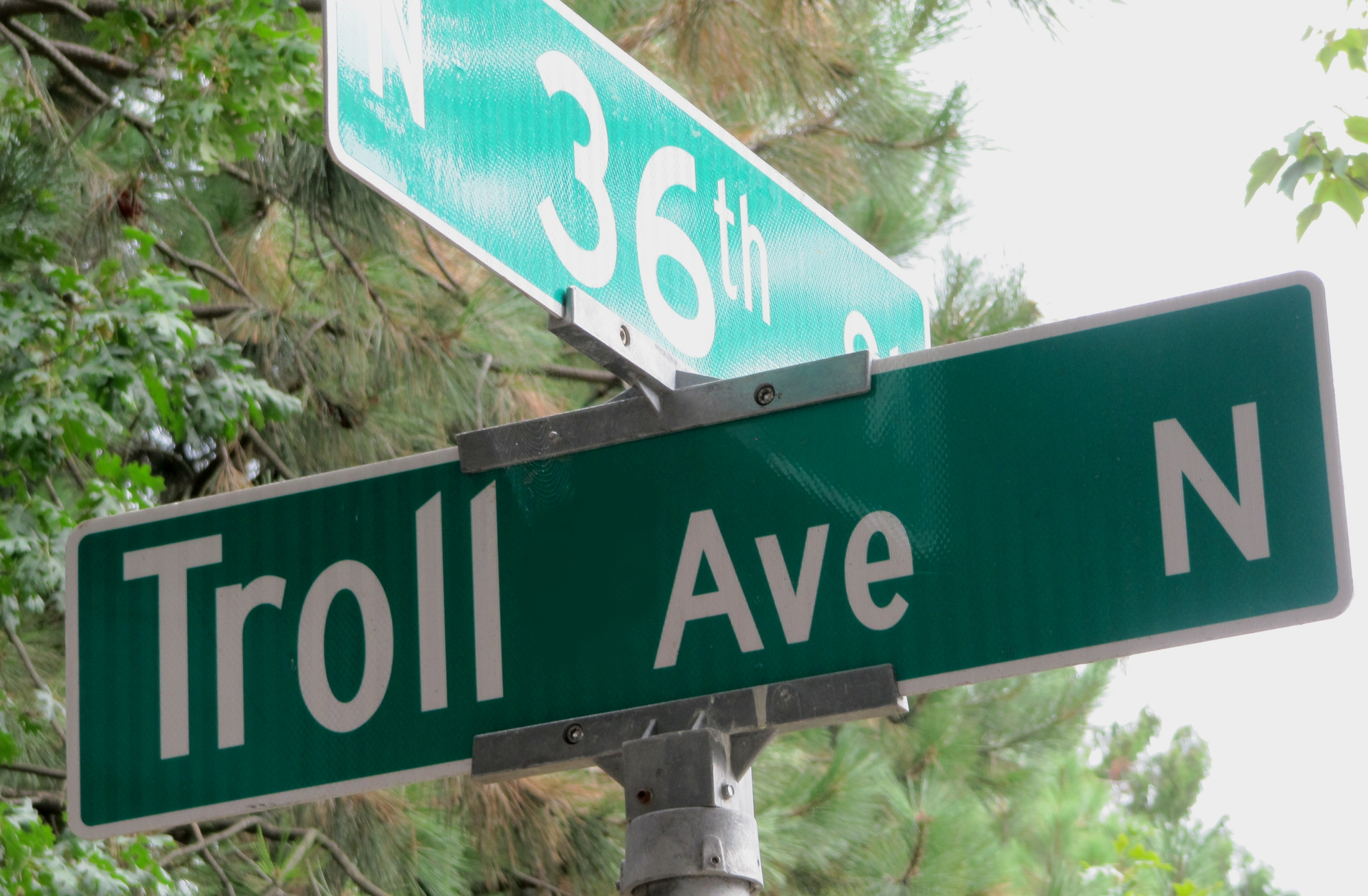
Straßenschild für die Troll Avenue North

Detailbild: VW-Käfer in der Hand des Trolls

Der Fremont Troll ist eine Plastik, die sich unter dem Nordende der George Washington Memorial Bridge (auch Aurora Bridge) in der Troll Avenue North im Stadtteil Fremont von Seattle im US-Bundesstaat Washington befindet.

## Beschreibung
Das zirka 5,50 Meter (18 Fuß) hohe Kunstwerk zeigt Kopf, Schultern und Arme eines Ungeheuers, das in seiner linken Hand einen VW-Käfer zerquetscht. Sein linkes Auge enthält ein Metallelement, wohl eine Radkappe. In dem Käfer, den der Troll festhält, befanden sich ursprünglich Erinnerungsstücke an Elvis Presley, außerdem trug das Fahrzeug ein Nummernschild mit Zulassung aus Kalifornien. Nach Vandalismus am Kunstwerk sind diese Elemente nicht mehr vorhanden. Die Statue besteht aus einem Stahlskelett mit Betonummantelung und wiegt 6350 kg.

## Geschichte
Die Plastik wurde 1990 zu Halloween von Steve Badanes, Will Martin, Donna Walter und Ross Whitehead unter dem nördlichen Ende der Aurora Bridge anlässlich eines vom Fremont Arts Council veranstalteten Kunstwettbewerbs errichtet. Jeweils am 31. Oktober feiert die Gemeinde eine „Trollaween-Party“ zu Ehren des Fremont Trolls. Verbunden ist dieses Fest mit einem Umzug, der unter der Brücke beginnt und zu weiteren kuriosen Sehenswürdigkeiten der Gemeinde führt, unter anderem zur größten Lenin-Statue der USA.
Die Troll-Statue ist zu einem Wahrzeichen des Stadtteils Fremont geworden, der sie auf seiner Homepage verwendet.